# Любовь в переводе
«Любовь в переводе» (англ. Love Translated) — канадский документальный фильм 2010 года, снятый и смонтированный Юлией Ивановой, премьера которого состоялась на 46-м ежегодном Чикагском международном кинофестивале.

## Содержание
Иванова описывает 10 мужчин из США, Канады, Франции и Швеции, которые едут в Одессу, Украина, в романтический тур, организованный онлайн-сервисом знакомств AnastasiaDate, для поиска возможных жён. Находясь там, мужчины посещают несколько общественных мероприятий, в том числе конкурс красоты в ночном клубе, где знакомятся с большим количеством привлекательных одиноких женщин. Общение на светских мероприятиях и свиданиях, куда ходят мужчины, обеспечивают переводчики. 
84-минутный фильм разбит на 10 сегментов или глав, по одной на каждый день поездки, и каждая имеет свой собственный подзаголовок. В начале фильма используется видеозапись Майкла Лау, китайца, живущего в Ричмонде, Британская Колумбия, который утверждает, что у него никогда в жизни не было «настоящих девушек». Он говорит, что после 30 лет жизни в Канаде семья давит на него, требуя жениться. Среди других мужчин были ветеран морской пехоты Кэлвин, врач Рамон и Эрни из Миннесоты. За исключением Лау, остальные мужчины, не раскрывающие своих фамилий, ссылаются на неудачный опыт общения с женщинами, включая разводы, как на мотивацию для регистрации на сайте знакомств AnastasiaDate и поездки. Они считают, что украинские женщины имеют более традиционные ценности по сравнению с ценностями неукраинских женщин.
В конце фильма Лау возвращается в свою квартиру, где он использует свой компьютер для изучения сайта AnastasiaDate.com после того, как во время поездки он сходил на 10 свиданий, но не смог найти женщину, которая бы ответила ему взаимностью. Фильм завершается наложенным текстом, в котором говорится, что в результате поездки возникли только одни отношения: одна из переводчиц, Лиля, развелась со своим мужем через шесть месяцев после съёмок и переехала в Миннесоту с дочерью, чтобы выйти замуж за Эрни. 

## Критика
Журнал Variety описал фильм как «гораздо более развлекательный, чем реалити-шоу «Холостяк», но со своей долей тревожных моментов…». Роджер Эберт сказал: «[В определённые моменты] мучительно оценивать степень односторонней или двусторонней эксплуатации увиденного». Фолькмар Ритчер из «Vancouver Observer» написал, что «Фильм быстро смонтирован и всегда интересен, но также довольно печален». Крис Ротштейн из журнала Geist сказал: «Хотя [фильм] поднимает интересные вопросы, он мог бы развить эту тему гораздо дальше». Эрин Шоуолтер из «Elevate Difference» написала 18 марта 2011 года: «Все вопросы, которые обычно поднимаются при обсуждении темы невест из службы знакомств, здесь налицо: несколько примитивистское представление о том, что женщины будут незапятнанными феминизмом и, следовательно, более идеальными; объективация женских тел; неравная динамика власти». 
Фильм принёс Ивановой номинацию на премию «За художественные заслуги» от Ассоциации женщин в кино и телевидении Ванкувера. 
Фильм также был показан на 28-м ежегодном Международном кинофестивале в Ванкувере и на кинофестивале в Литл-Роке в 2011 году. 28 сентября 2011 года он вышел в эфир на Discovery Fit & Health.